# تائور ماتان رواک
تائور ماتان روآک (به انگلیسی: Taur Matan Ruak) (زاده ۱۰ اکتبر ۱۹۵۶)، فرمانده پیشین نظامیان تیمور شرقی، چریکی سابق و رئیس‌جمهور وقت کشور تیمور شرقی از ماه مه ۲۰۱۲ تا کنون است. وی سومین رئیس‌جمهور این کشور است.
در انتخابات ریاست جمهوری تیمور شرقی آوریل ۲۰۱۲، تائور ماتان رائوک که از حمایت خانانا گاسمائو نخست وزیر تیمور شرقی برخوردار بود توانست با کسب ۶۱٫۲ درصد آرا به عنوان رئیس‌جمهور انتخاب شود. "فرنانادو لاساما" از حزب دموکراتیک، "خوزه راموس هورتا" رئیس‌جمهور پیشین تیمور شرقی که در گذشته جایزه صلح نوبل را به دست آورده بود، و "فرانسیسکو گوترس"، رئیس پیشین پارلمان تیمور شرقی از دیگر نامزدان مطرح در انتخابات ریاست جمهوری این کشور بودند.
ژنرال تائور ماتان رائوک جایگزین خوزه راموس هورتا رئیس‌جمهور کنونی تیمور شرقی شد.

## روسای جمهور تیمور شرقی از زمان استقلال تا کنون
در آستانه استقلال تیمور شرقی در سال ۲۰۰۲، رئیس‌جمهوری این کشور را «گزانانا گاسمائو» (Xanana Gusmão)، رهبر مقاومت ملی بر عهده گرفت و تا سال ۲۰۰۷ در این مسند بود و لقب «نلسون ماندلای تیمور شرقی» را گرفت. همچنین وی نخست‌وزیر این کشور از اوت ۲۰۰۷ تا کنون در دو دولت راموس هورتا و ماتان رواک است.
سپس «خوزه راموس هورتا» (برنده جایزه صلح نوبل ۱۹۹۶)، دومین رئیس‌جمهور این کشور از می ۲۰۰۷ تا می ۲۰۱۲ شد. وی نخست‌وزیر گاسمائو بین ژوئن ۲۰۰۶ تا می ۲۰۰۷ بود.
تائور ماتان روآک سومین رئیس‌جمهور این کشور است. نخست‌وزیر وی گاسمائو است.

## استقلال تیمور شرقی
تیمور شرقی تا سال ۱۹۷۵ یکی از کشورهای مستعمره پرتغال در جنوب غرب اقیانوس آرام به شمار می‌رفت. در سال ۱۹۹۹ میلادی و پس از ۲۴ سال اشغال توسط اندونزی، با یک رفراندوم تحت نظارت سازمان ملل استقلال خود را به دست آورد. جمهوری دمکراتیک تیمور شرقی در سال ۲۰۰۲ استقلال یافت.
سازمان ملل نیز تا ۲۰ مه ۲۰۰۲، زمانی که اولین رئیس‌جمهور تیمور شرقی رسماً انتخاب شد، این منطقه را رهبری می‌کرد. رئیس حکومت در این کشور رئیس‌جمهور است که با رای مردم برای دوره‌ای ۵ ساله انتخاب می‌شود. نقش رئیس‌جمهور در این کشور تشریفاتی است و قدرت اجرایی در دست نخست‌وزیر است.
این کشور، ۱ میلیون و ۲۰۰ هزار تن جمعیت دارد.